# ناهار

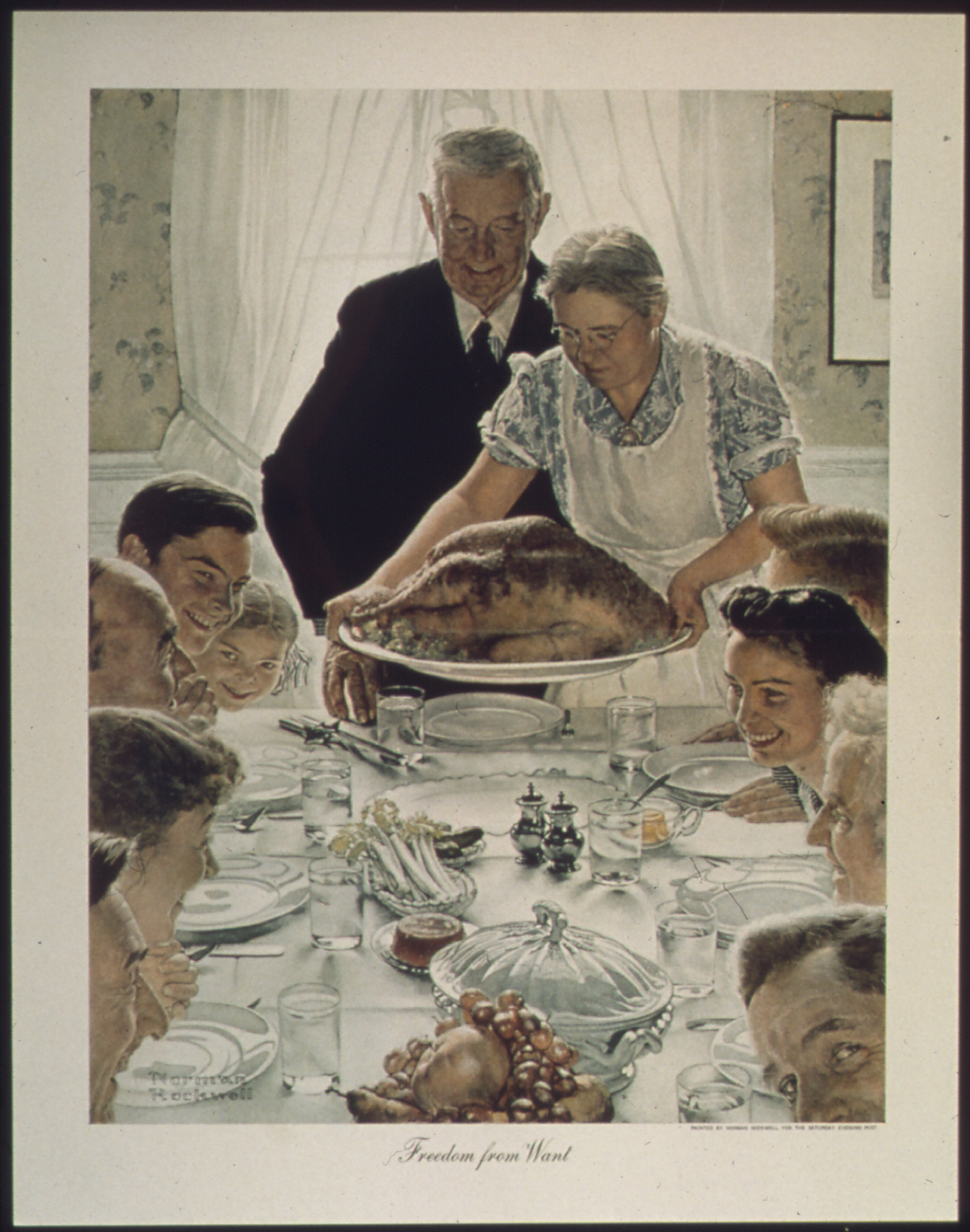
آزادی از فقر (نقاشی)

ناهار یا نان چاشت (در فارسی افغانستان)، یکی از سه وعدهٔ غذایی است که در نیم‌روز، خورده شود.

## پیرامون واژه
ناهار واژه‌ای با ریشهٔ فارسی است و معنی ترکیبی آن «نا+هار» است یعنی «ناخورده»، چراکه «آهار» به معنی خورش است.در گذشته ناهار به معنی شخصی بوده‌است که از بامداد چیزی نخورده باشد.

## محتویات و درونمایه
این وعدهٔ خوراکی ترکیبی از پروتئین‌ها «گوشت، ماهی یا بنشن» به همراه نان ، سبزیجات یا مواد نشاسته‌دار چون برنج، رشته‌فرنگی یا سیب‌زمینی، به صورت پخته یا گاه خام می‌باشد.

## نگارخانه

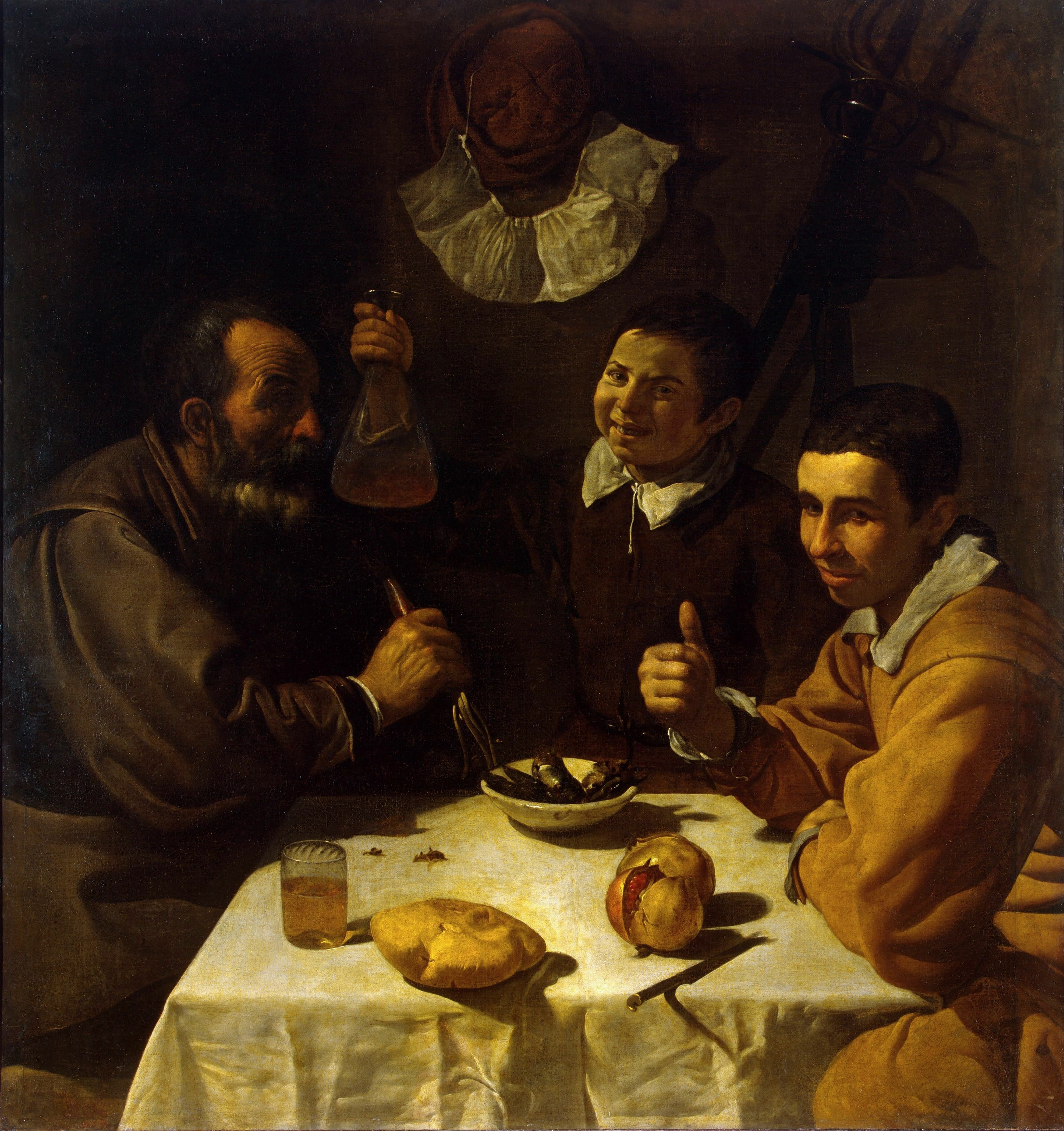
ناهار، اثر ولاسکس
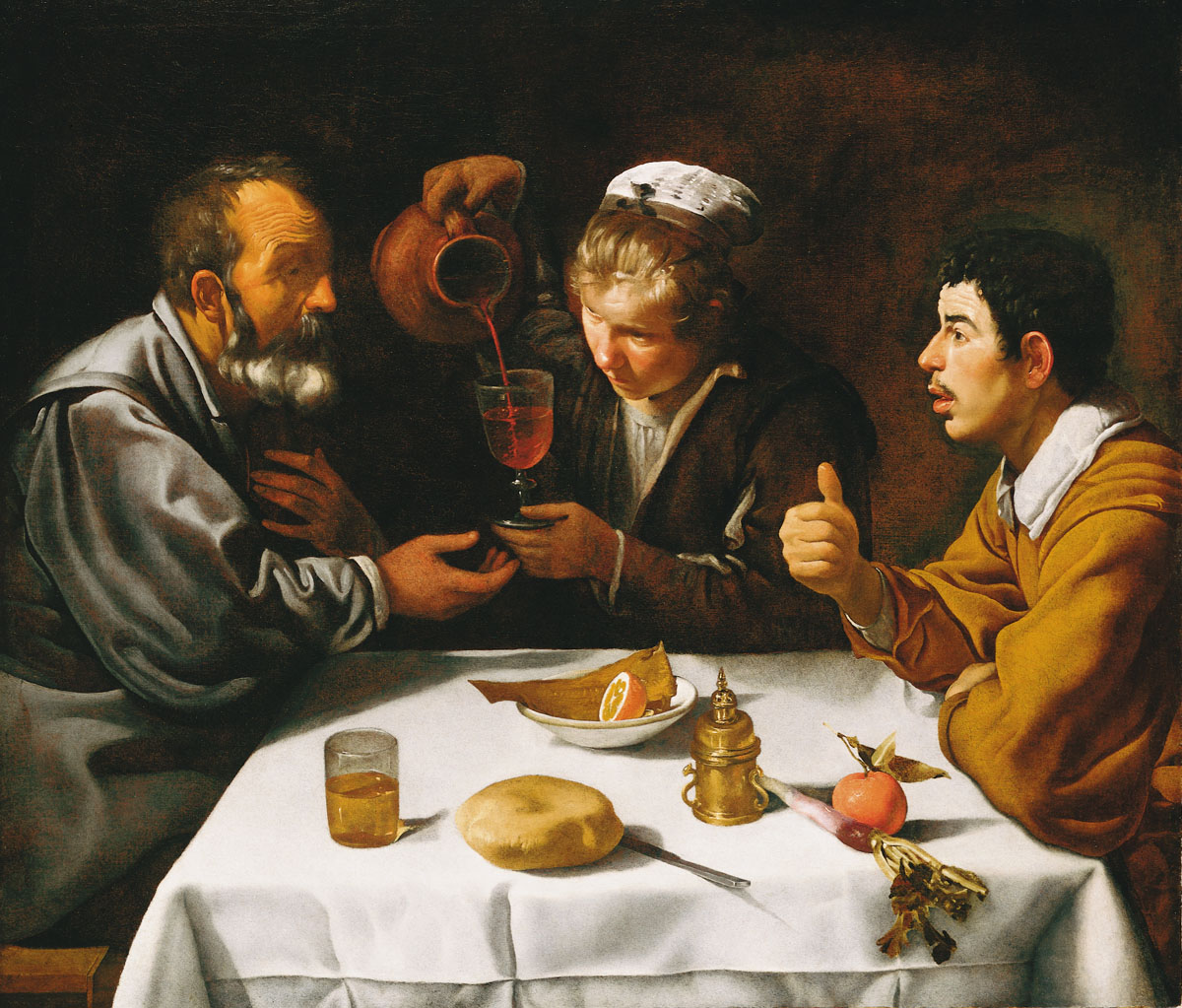
ناهار کشاورزان، اثر ولاسکس
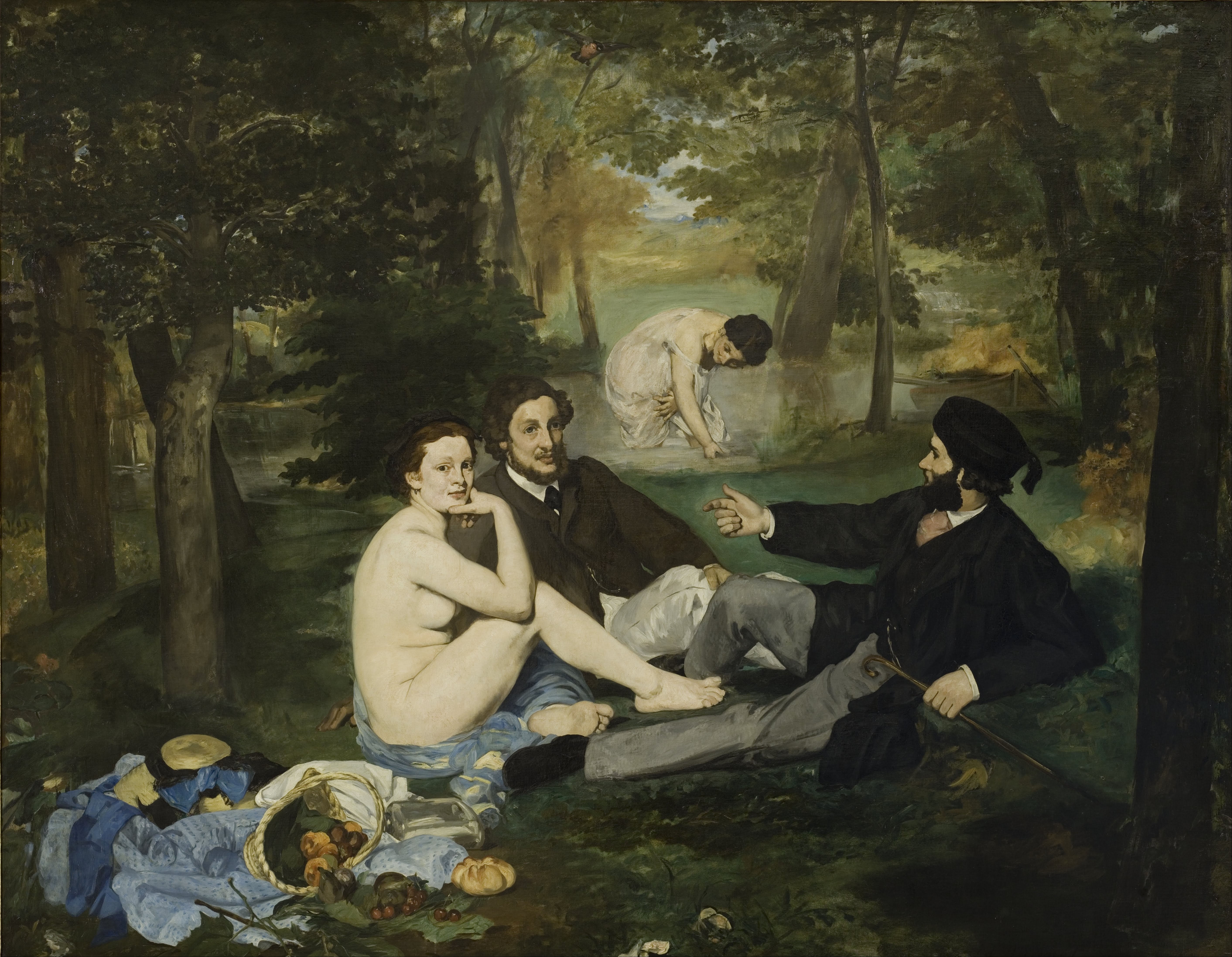
ناهار در چمنزار، اثر مانه
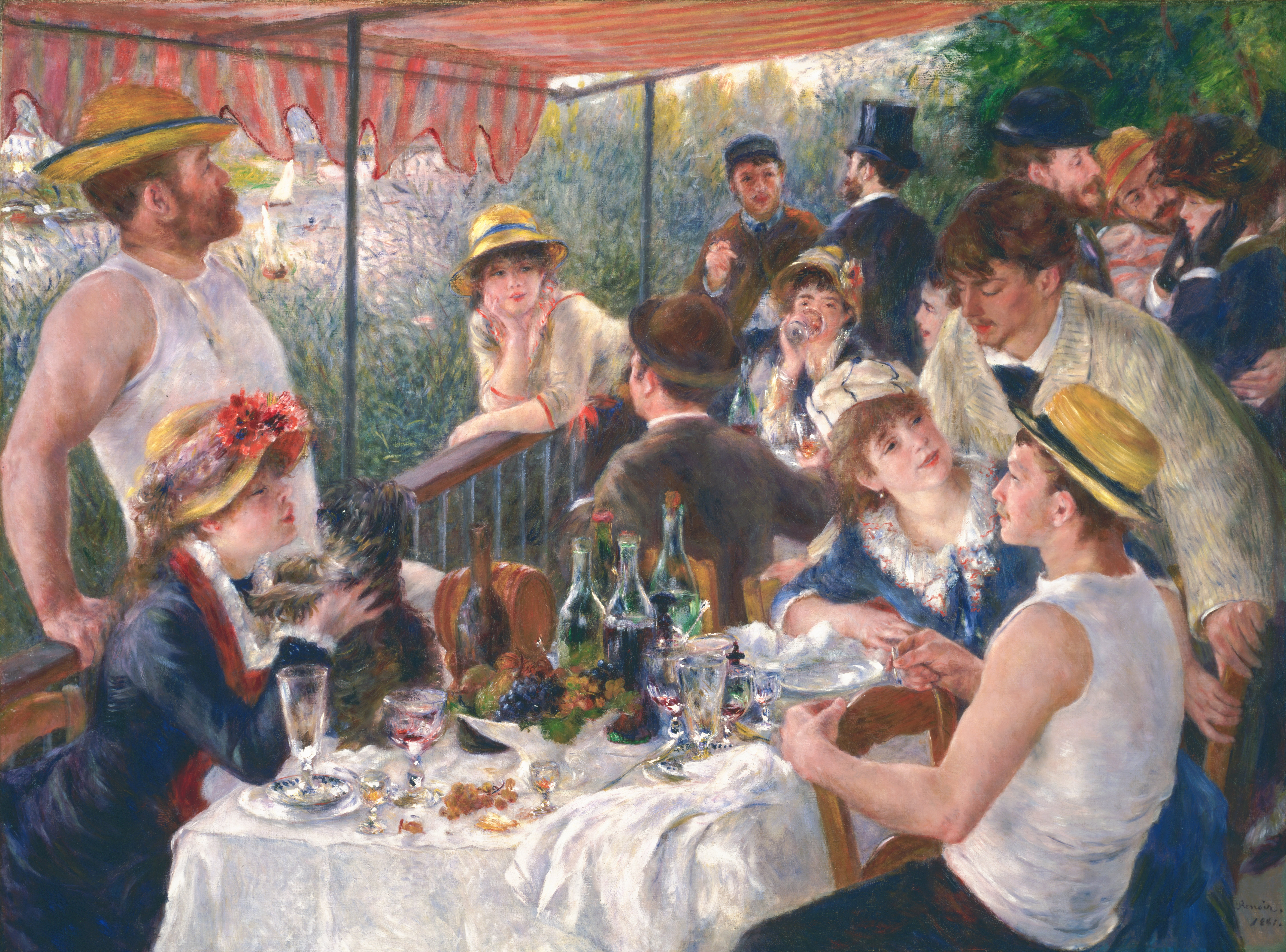
ناهار قایقرانان، اثر رنوآر